# 12e division d'infanterie (Empire allemand)
Pour les articles homonymes, voir 12e division.
La 12e division d'infanterie est une unité de l'armée allemande qui participe aux guerres austro-prussienne de 1866 et franco-allemande de 1870. Elle prend part à la Première Guerre mondiale. Intégrée au sein du 6e corps d'armée, la division combat avec la 2e armée allemande à Rossignol puis poursuit les armées françaises en franchissant la Meuse et en traversant l'Argonne. Rattachée à la 5e armée allemande, la 12e division combat lors de la bataille de la Marne (bataille de Revigny). Par la suite elle combat lors des batailles de Champagne en 1915. Au cours de l'année 1916, la 12e division est stationnée sur la Somme et subit les attaques des Alliés durant le mois de juillet, à la fin de l'année la division est transférée sur le front de l'est jusqu'en mai 1917. Lors de l'année 1917, la division est engagée dans la bataille de Passchendaele puis est transférée sur le front italien et participe à la bataille de Caporetto. Au cours de l'année 1918, la 12e division combat lors de l'opération Michael, puis lors de la bataille de la Lys ; par la suite la division participe aux combats défensifs de l'été et de l'automne 1918 dans la région de Valenciennes et lors de la retraite sur la ligne Anvers-Meuse. À la fin du conflit, la division est transférée en Allemagne où elle est dissoute au cours de l'année 1919.

## Guerre austro-prussienne de 1866 et Guerre franco-allemande de 1870

### Composition en 1866
- 1re brigade combinée : Generalmajor Karl von Cranach (de)

22e régiment d'infanterie, Oberst Amand von Ruville
23e régiment d'infanterie, Oberst Oskar Stein von Kaminski (de)
- 2e brigade combinée : Generalmajor Hermann von Knobelsdorff

62e régiment d'infanterie, Oberst Wilhelm von Malachowski und Griffa (de)
63e régiment d'infanterie, Oberstleutnant Alexander von Eckartsberg (de)
6e régiment de hussards (de), Oberst Thilo von Trotha (de)
1er régiment de cuirassiers, Oberst Adalbert von Barby
2e régiment d'uhlans, Oberst August von Baumgarth (de)
6e bataillon de chasseurs à pied (de) Oberstleutnant Adalbert zu Dohna
6e régiment d'artillerie à pied, Major Forst
Cavalerie : 4e régiment de hussards (de), Oberstleutnant von Buddenbrock
Artillerie de réserve : 5 batteries sous les ordres du colonel Otto von Scherbening (de)

### Composition en 1870
- 23e brigade d'infanterie

22e régiment d'infanterie
62e régiment d'infanterie
- 24e brigade d'infanterie

23e régiment d'infanterie
63e régiment d'infanterie
- 15e régiment de dragons

### Historique
La 12e division d'infanterie est engagée dans la guerre austro-prussienne dans la bataille de Sadowa. Au cours de la guerre franco-allemande de 1870, elle prend part au siège de Paris.

## Première Guerre mondiale

### Composition
Les hommes formant la 12e division d'infanterie sont recrutés en Haute-Silésie, important centre industriel et minier. Ce centre a entrainé l'arrivée d'hommes venant de nombreuses régions d'Allemagne. Cet apport permet de limiter la proportion de soldats d'origine polonaise dans cette unité.

#### Temps de paix, début 1914
- 23e brigade d'infanterie (Gleiwitz)

22e régiment d'infanterie (Gleiwitz) et (Katowice)
156e régiment d'infanterie (pl) (Beuthen), (Tarnowitz)
- 24e brigade d'infanterie (Neiße)

23e régiment d'infanterie (Neiße)
62e régiment d'infanterie (Koźle), (Racibórz)
- 78e brigade d'infanterie (Brieg)

63e régiment d'infanterie(Oppeln), (Lublinitz)
157e régiment d'infanterie (Brieg)
- 12e brigade de cavalerie (Neiße)

4e régiment de hussards (de) (Ohlau)
6e régiment de hussards (de) (Leobschütz), (Ratibor)
- 44e brigade de cavalerie (Gleiwitz)

2e régiment d'uhlans (Gleiwitz), (Pleß)
11e régiment de chasseurs à cheval (de) (Tarnowitz), (Lublinitz)
- 12e brigade d'artillerie de campagne (Neiße)

21e régiment d'artillerie de campagne (Neiße), (Grottkau)
57e régiment d'artillerie de campagne (Neustadt), (Gleiwitz)

#### Mobilisation en août 1914
- 24e brigade d'infanterie

23e régiment d'infanterie
62e régiment d'infanterie
- 78e brigade d'infanterie

63e régiment d'infanterie
157e régiment d'infanterie
- 12e brigade d'artillerie de campagne

21e régiment d'artillerie de campagne « von Clausewitz » (1er régiment d'artillerie de campagne de Haute-Silésie)
57e régiment d'artillerie de campagne (2e régiment d'artillerie de campagne de Haute-Silésie)
- 2e régiment d'uhlans
- 2e et 3e compagnie du 6e bataillon de pionniers (bataillon de pionniers de Silésie)

#### 1915 - 1916
En avril 1915, la division passe d'une organisation de deux brigades à deux régiments d'infanterie à une organisation triangulaire formée d'une seule brigade à trois régiments d'infanterie.
- 24e brigade d'infanterie

23e régiment d'infanterie
62e régiment d'infanterie
63e régiment d'infanterie
- 12e brigade d'artillerie de campagne

21e régiment d'artillerie de campagne « von Clausewitz » (1er régiment d'artillerie de campagne de Haute-Silésie)
57e régiment d'artillerie de campagne (2e régiment d'artillerie de campagne de Haute-Silésie)
- 6 escadrons du 10e régiment de hussards (de)
- 2e et 3e compagnie du 6e bataillon de pionniers (bataillon de pionniers de Silésie)

#### 1917
- 24e brigade d'infanterie

23e régiment d'infanterie
62e régiment d'infanterie
63e régiment d'infanterie
- 12e commandement d'artillerie divisionnaire

21e régiment d'artillerie de campagne « von Clausewitz » (1er régiment d'artillerie de campagne de Haute-Silésie)
- 4 escadrons du 2e régiment d'uhlans
- 2e et 3e compagnie du 6e bataillon de pionniers (bataillon de pionniers de Silésie)

#### 1918
- 24e brigade d'infanterie

23e régiment d'infanterie
62e régiment d'infanterie
63e régiment d'infanterie
- 12e commandement d'artillerie divisionnaire

21e régiment d'artillerie de campagne « von Clausewitz » (1er régiment d'artillerie de campagne de Haute-Silésie)
68e bataillon d'artillerie à pied
- 4 escadrons du 2e régiment d'uhlans
- 2e et 3e compagnie du 6e bataillon de pionniers (bataillon de pionniers de Silésie)

### Historique
La 12e division d'infanterie forme avec la 11e division d'infanterie le 6e corps d'armée intégré au début de la guerre à la Ve armée allemande pour former l'aile droite de cette armée.

#### 1914
- 10 - 23 août : concentration, pénètre en Belgique. Engagée dans la bataille de Rossignol le 22 août vers Tintigny.
- 23 - 28 août : progression vers Saint-Vincent et vers Les Bulles. Passage de la Chiers le 24 août à La Ferté-sur-Chiers ; le 28 août, engagée dans la bataille de la Meuse, la division franchit la Meuse vers Mouzon.
- 29 août - 6 septembre : poursuite des troupes françaises le long de la Meuse puis à l'ouest du massif de l'Argonne.
- 6 - 15 septembre : engagée dans la bataille de la Marne (bataille de Revigny), combat autour de Laheycourt, de Villotte-devant-Louppy[2]. À partir du 10 septembre, repli de la division dans la région de Binarville.
- 16 septembre 1914 - 15 juin 1915 : Le 18 septembre relève de la 2e division de la Garde dans la région de Prunay. Engagée en décembre 1914 dans la bataille de Champagne dans la région de Souain-Perthes-lès-Hurlus.

21 février - 20 mars 1915 : engagée à nouveau dans la bataille de Champagne.
avril : le 157e régiment d'infanterie est transféré à la 117e division d'infanterie nouvellement créée. La 12e division est formée d'une brigade à trois régiments d'infanterie.

#### 1915
- 15 juin - 5 octobre : retrait du front, mouvement par V.F. en Artois. Engagée dans les derniers combats de la bataille de l'Artois dans le secteur de Souchez, puis dans les opérations de rectifications de la ligne de front du 1er au 16 juillet.

25 septembre - 5 octobre : engagée dans la bataille de l'Artois vers Arras et La Bassée.
- 6 - 22 octobre : retrait du front et repos dans la région de Cambrai.
- 22 octobre 1915 - 30 juin 1916 : mouvement dans la Somme et occupation d'un secteur à l'ouest de Bapaume.

#### 1916
- 1er - 12 juillet : engagée dans la bataille de la Somme, au nord de la Somme dans la zone d'attaque des troupes britanniques vers Contalmaison et Hardecourt-aux-Bois. La division dénombre de fortes pertes (plus de 61,5 % de pertes)[2].
- 12 - 20 juillet : retrait du front ; repos et réorganisation dans la région de Cambrai.
- 20 juillet - 9 août : engagée à nouveau au nord-est de Pozières, à nouveau les pertes de la division sont importantes.
- 9 août - 18 octobre : retrait du front, à partir du 21 août repos dans la région de Monchy-au-Bois vers Arras.
- 19 octobre - 19 novembre : mouvement vers le front, la division est placée au nord de l'Ancre dans le secteur de Beaumont-Hamel. Le 14 novembre, les pertes sont importantes.
- 19 novembre - 28 décembre : retrait du front, transfert vers la Champagne. À partir du 12 décembre occupation d'un secteur dans la région de Prunay.
- 28 décembre 1916 - 3 janvier 1917 : retrait du front puis transfert vers le front de l'est à partir de Warmeriville puis vers Aix-la-Chapelle, Cologne, Hanovre, Lunebourg, Hambourg, Stettin, Königsberg, Tilsit, Chavli, Ponieviej jusqu'à Illuxt[2].

#### 1917
- 4 janvier - 25 mai : occupation d'un secteur calme du front russe dans la région de Dwinsk.
- 27 mai - 3 juin : retrait du front, transport par V.F. par Jelowska, Insterbourg, Posen, Leipzig, Weimar, Cologne, Sarrebruck jusqu'à Metz.
- 3 - 9 juin : repos ; transport par V.F. par Metz, Luxembourg, Namur, Tournai et Gheluwe[2].
- 9 juin - 20 août : mise en réserve dans le secteur de Wytschate-Messines ; à partir du 1er août relève de la 22e division de réserve dans le secteur est de Klein-Zillebecke[2]. Engagée dans la bataille de Passchendaele, la division subit de violents bombardements d'artillerie.
- 20 août - 25 septembre : retrait du front, transport par V.F. en Alsace ; reconstitution de la division et repos à l'ouest de Bâle.
- 25 septembre - 24 octobre : transfert par V.F. sur le front italien au sein de la XIVe armée allemande ; repos et instruction.
- 24 octobre - 10 décembre : à partir du 24 octobre, engagée dans la bataille de Caporetto[2] dans la région de Tolmezzo ; percée des lignes italiennes et progression en direction de Vallarsa. Au cours de la journée, la division progresse de 27 kilomètres vers l'ancienne frontière entre l'Italie et l'Autriche-Hongrie. Elle dépasse le Monte Stol (it) et Luico (it) au cours de la journée du 27 octobre.

27 octobre - 3 novembre : poursuite des troupes italiennes, participe à la prise de Cividale del Friuli puis du Monte Ragogna pour atteindre San Daniele del Friuli. La division combat ensuite dans la région d'Udine puis franchit le Tagliamento le 3 novembre.
3 - 11 novembre : du 3 au 5 novembre, la division avec la 50e division d'infanterie autrichienne occupe une tête de pont au-delà du Tagliamento. Elle poursuit sa progression vers Gorgo al Monticano jusqu'au 11 novembre.
11 novembre - 10 décembre : occupation d'un secteur dans la région du Piave inférieur.
- 10 décembre 1917 - 24 janvier 1918 : retrait du front ; mouvement par V.F. vers le front de l'ouest, stationnement dans la région de Saverne[2].

#### 1918
- 24 janvier - 20 février : relève de la 233e division d'infanterie (de) et occupation d'un secteur dans la région de Domèvre-sur-Vezouze.
- 20 février - 18 mars : retrait du front ; repos et instruction dans la région de Frœschwiller.
- 18 - 23 mars : transport par V.F. vers Ath, puis marche par étape vers Gouy-sous-Bellonne au sud de Douai. Le 23 mars la division se déplace et franchit la route entre Cambrai et Arras à la hauteur de Vis-en-Artois.
- 24 mars - 1er avril : engagée dans l'opération Michaël, la division combat à partir du 24 mars sous les tirs d'artillerie de l'armée britanniques, la progression est lente et coûteuse.
- 1er avril - 15 avril : retrait du front ; reconstitution et repos dans la région de Douai.
- 16 avril - 29 mai : engagée dans la bataille de la Lys au nord-est de Merris ; relevée le 18 mai par la 11e division de réserve[3] après avoir subi des pertes très lourdes, la division est placée en seconde ligne.
- 29 mai - 12 juillet : retrait du front ; reconstitution et repos dans la région de Renaix.
- 13 juillet - 28 août : mouvement vers Pérenchies, la division occupe un secteur dans la région de Méteren.
- 28 août - 6 octobre : retrait du front et mouvement vers Armentières puis vers Leforest.

3 - 13 septembre : en ligne dans la région de Morchies, engagée dans la phase de repli de l'armée allemande, combat à Inchy-en-Artois et à Marquion.
fin septembre : combats à Bourlon, à Épinoy puis à Aubencheul-au-Bac et à Fressies.
- 7 - 25 octobre : relevée et réengagée à partir du 11 octobre au sud-est d'Armentières, puis repli par Lille, Tourcoing, et Helchin.
- 25 octobre - 3 novembre : retrait du front ; repos.
- 3 - 11 novembre : occupation d'un secteur dans la région de Valenciennes, puis repli sur la position Anvers-Meuse. À la fin du conflit la 12e division d'infanterie est rapatriée en Allemagne où elle dissoute au cours de l'année 1919.

## Chefs de corps
| Grade           | Nom                                    | Date                                 |
| --------------- | -------------------------------------- | ------------------------------------ |
| Generalleutnant | Gustav Xaver Reinhold von Ryssel       | 5 septembre 1818 - 3 septembre 1832  |
| Generalleutnant | Ernst von Klüx (de)                    | 4 septembre 1832 - 29 mars 1838      |
| Generalleutnant | Friedrich Heinrich Ludwig von Pfuel    | 30 mars 1838 - 6 avril 1842          |
| Generalleutnant | Ulrich von Barner (de)                 | 7 avril 1842 - 30 mars 1846          |
| Generalleutnant | Karl Friedrich David von Lindheim      | 31 mars 1846 - 6 mars 1848           |
| Generalleutnant | Franz Karl von Werder                  | 7 mars 1848 - 5 avril 1854           |
| Generalleutnant | Heinrich von Reitzenstein              | 6 avril - 4 mai 1854                 |
| Generalleutnant | Eduard von Bonin                       | 5 mai 1854 - 14 mai 1856             |
| Generalleutnant | Ferdinand von Hirschfeld               | 15 mai - 8 août 1856                 |
| Generalmajor    | Eduard d'Artois von Bequignolles (de)  | 14 août - 17 décembre 1856           |
| Generalleutnant | Theodor von Rommel (de)                | 18 décembre 1856 - 21 novembre 1858  |
| Generalleutnant | Ferdinand von Witzleben (de)           | 22 novembre 1858 - 18 septembre 1859 |
| Generalleutnant | Louis von Mutius                       | 19 septembre 1858 - 23 janvier 1863  |
| Generalleutnant | Heinrich von Plonski                   | 24 janvier 1863 - 24 juin 1864       |
| Generalleutnant | Ferdinand von Prondzynski (de)         | 25 juin 1864 - 17 mai 1867           |
| Generalleutnant | Guillaume de Stolberg-Wernigerode      | 18 mai 1867 - 17 juillet 1870        |
| Generalleutnant | Otto von Hoffmann                      | 18 juillet 1870 - 23 mai 1871        |
| Generalmajor    | Alexander von Kraatz-Koschlau          | 23 mai - 19 juillet 1871             |
| Generalmajor    | Ernst Wilhelm Schuler von Senden       | 20 juillet 1871 - 22 janvier 1873    |
| Generalleutnant | Kraft de Hohenlohe-Ingelfingen         | 23 janvier 1873 - 27 novembre 1879   |
| Generalleutnant | Friedrich Wilhelm von Falkenhausen     | 28 novembre 1879 - 23 novembre 1881  |
| Generalleutnant | Adalbert von Schleinitz (de)           | 24 novembre 1881 - 23 novembre 1885  |
| Generalleutnant | Ludwig von Spangenberg (de)            | 24 novembre 1885 - 5 novembre 1888   |
| Generalleutnant | Karl von Graevenitz (de)               | 6 novembre 1888 - 17 novembre 1890   |
| Generalleutnant | Heinrich von Wodtke                    | 18 novembre 1890 - 17 juin 1892      |
| Generalleutnant | Wilhelm Müller (de)                    | 18 juin 1892 - 16 mars 1894          |
| Generalleutnant | Gustav Heinrichs                       | 17 mars 1894 - 16 décembre 1896      |
| Generalleutnant | Anton Herwarth von Bittenfeld          | 17 décembre 1896 - 19 mai 1897       |
| Generalleutnant | Arthur von Wangenheim (de)             | 20 mai 1897 - 14 juin 1898           |
| Generalleutnant | Alexander von Massow (de)              | 15 juin 1898 - 10 avril 1901         |
| Generalleutnant | Remus von Woyrsch                      | 11 avril 1901 - 27 mai 1903          |
| Generalleutnant | Paul Zedler                            | 28 mai 1903 - 19 mars 1906           |
| Generalleutnant | Arthur von der Groeben                 | 20 mars 1906 - 2 mars 1910           |
| Generalleutnant | Eugen Marschall von Sulicki            | 22 mars 1910 - 17 octobre 1910       |
| Generalleutnant | Erich Tülff von Tschepe und Weidenbach | 18 octobre 1910 - 26 janvier 1912    |
| Generalleutnant | Martin Chales de Beaulieu              | 25 juin 1913 - 11 août 1916          |
| Generalleutnant | Karl Fouquet (de)                      | 12 août - 29 novembre 1916           |
| Generalleutnant | Arnold Lequis                          | 30 novembre 1916 - 21 septembre 1918 |
| Generalmajor    | Maximilian von Funcke                  | 22 septembre 1918 - 3 janvier 1919   |
| Generalleutnant | Carl Briese (de)                       | 4 janvier - 27 juin 1919             |